# Frank Mitchinson
Pas d'image ? Cliquez ici

a Compétitions nationales et continentales officielles uniquement.

b Matchs officiels uniquement.
 Frank Edwin Mitchinson, né le 3 septembre 1884 à Lawrence et mort le 27 mars 1978 à Wanganui, est un joueur de rugby à XV  qui a joué avec l'équipe de Nouvelle-Zélande au poste de trois quart centre.  

## Carrière
Il dispute son premier test match avec l'équipe de Nouvelle-Zélande le 20 juillet 1907 contre l'Australie. Il joue son dernier test match contre les États-Unis le 15 novembre 1913. Au cours de sa carrière internationale, il marque dix essais en onze tests matchs.

## Statistiques en équipe nationale
- Nombre de test matchs avec les Blacks : 11
- 32 points (10 essais, 1 transformation)
- Sélections par année : 3 en 1907, 3 en 1908, 3 en 1910, 2 en 1913
- Nombre total de matchs avec les Blacks : 31 (4 comme capitaine)